# Ole Christian Wendel
Ole Christian Wendel (* 24. Januar 1992) ist ein ehemaliger norwegischer Skispringer, Nordischer Kombinierer und Skilangläufer.
Nachdem Wendel 2007 zwei Wettbewerbe im B-Weltcup absolviert hatte, gewann er bei der Junioren-Weltmeisterschaft in Zakopane am 28. Februar 2008 die Bronzemedaille im Teamwettbewerb. Ein Jahr später gelang ihm bei der Junioren-Weltmeisterschaft 2009 in Štrbské Pleso der Gewinn der Goldmedaille im Teamwettbewerb sowie der Gewinn der Bronzemedaille im Gundersen-Wettbewerb. Am 6. März 2009 gab er sein Debüt im Weltcup der Nordischen Kombination. Dabei erreichte er in den letzten Wettbewerben der Saison 2008/09 noch 15 Weltcup-Punkte und damit den 60. Platz in der Weltcup-Gesamtwertung. Am 10. Januar 2010 gelang ihm mit einem achten Platz im Gundersen-Wettbewerb im Val di Fiemme erstmals der Sprung unter die besten zehn. Bei der Junioren-Weltmeisterschaft 2010 in Hinterzarten konnte er erstmals den Titel im Gundersen gewinnen. Zudem gewann er mit dem norwegischen Team die Silbermedaille hinter dem deutschen Team.
Für die Olympischen Winterspiele 2010 gehörte er offiziell zum gemeldeten Aufgebot der Norweger, konnte jedoch wegen Krankheit in keinem Wettbewerb eingesetzt werden und reiste vorzeitig ab. Im Alter von nur 19 Jahren beendete Wendel aufgrund mangelnder Motivation seine Sportlerkarriere am Ende der Saison 2010/2011, obwohl er zeitweise als „Norwegens größtes Talent“ gehandelt wurde.